# Petrell de Cap Verd
L'Ocell de tempesta de Cap Verd (Hydrobates jabejabe) és un ocell marí de la família dels hidrobàtids (Hydrobatidae), d'hàbits pelàgics que cria a les illes de Cap Verd i és considerat per alguns autors coespecífic de Hydrobates castro.